# 平井克彦 (会計学者)
平井 克彦（ひらい かつひこ、1944年3月1日 - ）は、日本の会計学者、明治大学名誉教授。
山梨県生まれ。明治大学経営学部卒、同大学院経営学研究科博士課程満期退学。1994年「引当金会計についての研究」で立教大学経営学博士。千葉商科大学講師ののち、明治大学経営学部助教授、教授。2014年定年となり、名誉教授。

## 著書
- 『会計学の要点整理』実務教育出版 公務員試験合格対策シリーズ　1981
- 『制度会計論』白桃書房　1983
- 『企業会計論』白桃書房 1986
- 『利益計算論』白桃書房 1986
- 『引当金会計論』白桃書房 1991
- 『財務会計論』白桃書房 1992
- 『国税専門官受験のための会計学』白桃書房 1998

### 共著
- 『要説簿記』嶌村剛雄共著 白桃書房 1979
- 『会計学』山本孝夫ほか共著 多賀出版 1982
- 『損益計算と情報開示』石津寿惠共著 白桃書房 2000
  - 『損益計算と情報開示 6訂版』石津寿惠, 稲葉知恵子共著 白桃書房 2007

### 記念論文集
- 『会計学の諸相 平井克彦先生研究生活30年記念論文集』白桃書房 2008

## 論文
- ＜平井克彦

## 栄典
- 2023年4月 瑞宝中綬章[3][4]